# L'amour dure trois ans
Pour le film sorti en 2012, voir L'amour dure trois ans (film).
L’amour dure trois ans est un roman d'inspiration autobiographique de Frédéric Beigbeder, publié en 1997 qui raconte la vie et les déceptions sentimentales de Marc Marronnier, chroniqueur mondain.

## Résumé
Marc Marronnier raconte dans le désordre ses déboires amoureux et sa vision de l'Amour avec un grand A. La thèse-titre revient plusieurs fois au cours du roman : l'amour dure effectivement trois ans, l'ennui s'installant rapidement dans la relation de couple. Le lecteur suit donc le récit de l'idylle, du mariage, puis de la séparation d'avec sa première femme, Anne. 
Ensuite, il rencontre Alice qui devient sa maîtresse. Le reste du roman consiste en quelques digressions sur la vie mondaine, la superficialité de certaines personnes, le mariage et le sexe.

## Adaptation
Frédéric Beigbeder a lui-même adapté son livre au cinéma dans un film homonyme : L'amour dure trois ans, sorti en janvier 2012.